# 奥さま10:30
『奥さま10:30』（おくさまいちまるさんまる）は、1990年代に福岡放送で放送された情報番組。

## 放送時間の変更
当初は金曜 10:30 - 11:25に放送されていたが、1995年4月から日本テレビの健康情報番組『Oh!診』が金曜11時台に放送されることから、放送枠が木曜 10:30 - 11:25に変更された。

## 備考
1995年3月の「赤ちゃんコーナー」でミスターちんが登場した。